# Nicholas Park
Pour les articles homonymes, voir Park.
Nicholas Park est un joueur de hockey sur gazon britannique évoluant au poste de milieu de terrain au Surbiton HC et avec les équipes nationales anglaise et britannique.

## Biographie
Nicholas est né le 8 avril 1999 en Angleterre.

## Carrière
Il a débuté en équipe nationale première le 4 février 2022 contre l'Espagne à Valence lors de la Ligue professionnelle 2021-2022.